# José Cáceres Zevallos
Jose Luis Cáceres Zevallos (Lima, Perú, 25 de enero de 1995) es un futbolista peruano. Juega de mediocampista y su actual equipo es Credicoop San Cristóbal de la Liga 2.

## Trayectoria

### Universitario
La mayor parte del 2014 jugó en el equipo de reserva de Universitario de Deportes. Debutó con el equipo principal en un encuentro contra Fiorentina de Juan Manuel Vargas. Fue su único partido y el resto de la temporada siguió en la reserva. El 2015 siguió jugando en la reserva, anotando un gol importante en el clásico de reserva frente Alianza Lima el 24 de mayo. Luego de aquel gol publicó un polémico tuit contra el clásico rival.
En el 2016 se marchó a la Academia Cantolao de la Segunda División del Perú para tener más oportunidades de jugar. Fue dirigido por Carlos Silvestri quien lo tuvo en la reserva del club merengue. Sin embargo, jugó solo 4 partidos en el año. Se coronó campeón y ascendió a Primera División a final de año.
El 2017 jugó por Sport Victoria de Ica, solo disputó 2 partidos. Al siguiente año jugó en el Cultural Santa Rosa club donde tuvo más continuidad jugando 23 partidos y destacando en la volante.
A inicios del 2019 ficha por Unión Huaral.

## Clubes
| Equipo                    | País | Año         |
| ------------------------- | ---- | ----------- |
| Universitario de Deportes | Perú | 2014 - 2015 |
| Academia Cantolao         | Perú | 2016        |
| Sport Victoria            | Perú | 2017        |
| Cultural Santa Rosa       | Perú | 2018        |
| Comerciantes Unidos       | Perú | 2019 - 2021 |
| Credicoop San Cristóbal   | Perú | 2022 -      |